# Schönefeld (Leipzig)
Schönefeld est un quartier de la ville de Leipzig en Allemagne.

## Situation
Le quartier de Schönefeld est situé au Nord-Est de Leipzig.
D'un point de vue administratif, la nouvelle zone de construction « Schönefeld-Ost » est désormais un quartier distinct de Leipzig, tandis que l'ancienne partie avec Abtnaundorf (de) forme le quartier de « Schönefeld-Abtnaundorf ». Les deux quartiers comptaient au 31 décembre 2017 22 718 habitants.

Schönefeld-Abtnaundorf
Schönefeld-Ost

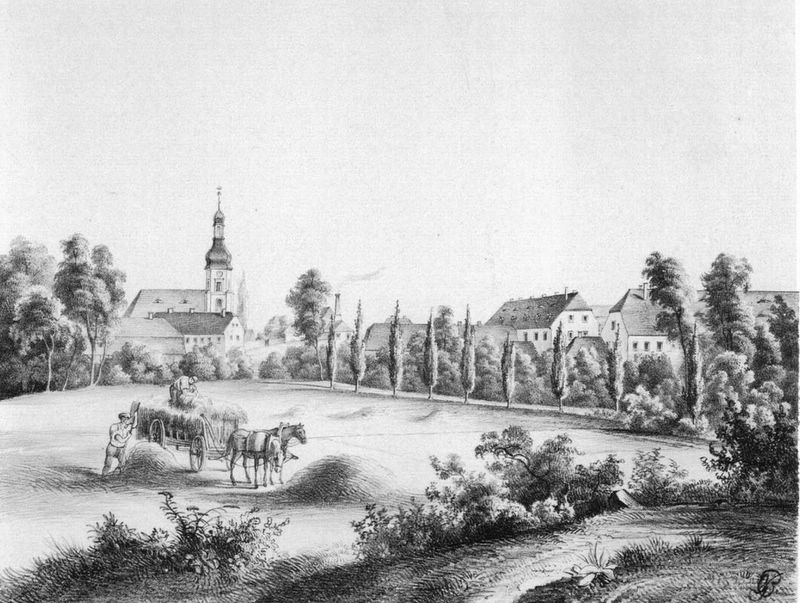
Schönefeld vers 1850
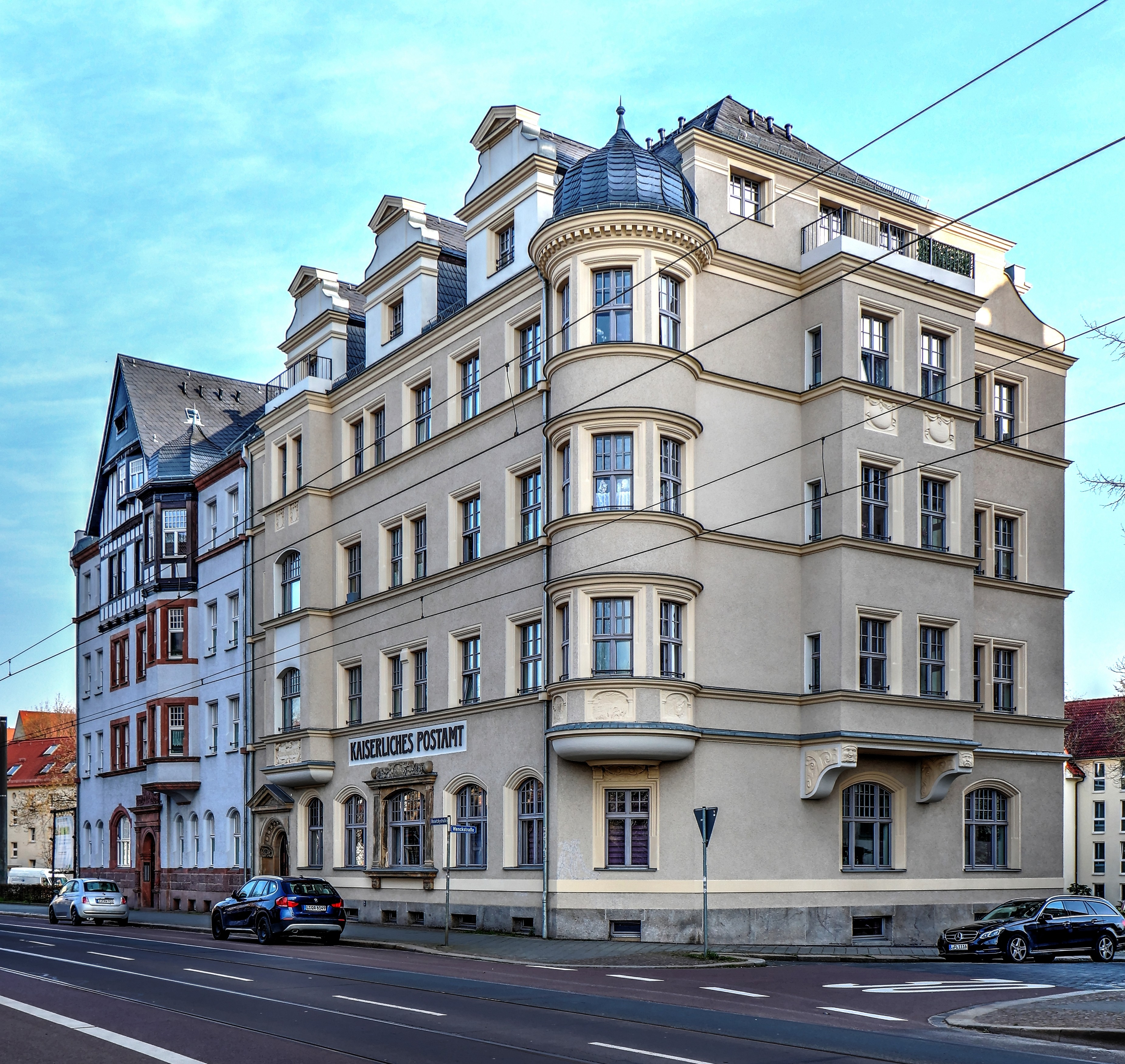
Ancien bureau de poste impérial et maison des professeurs
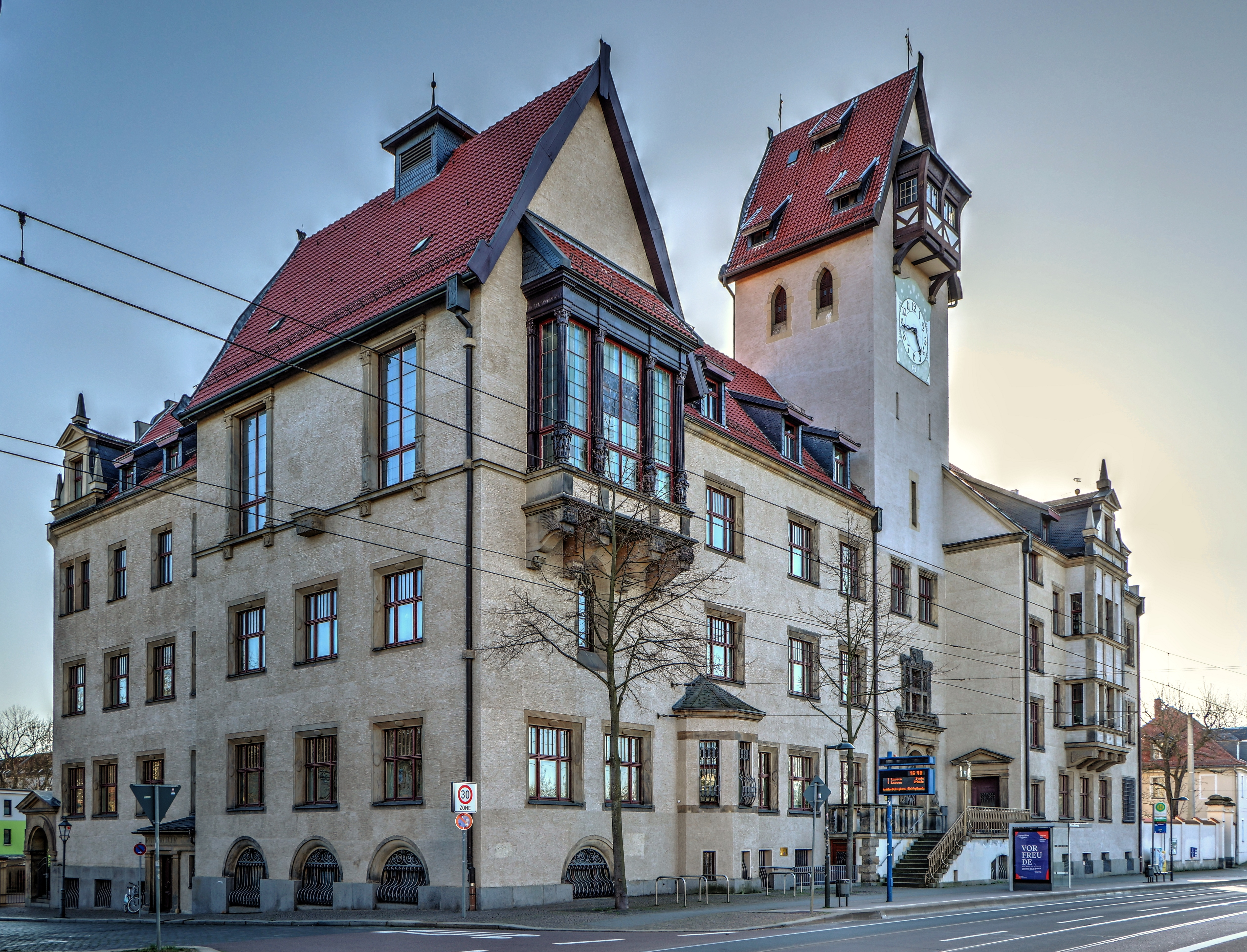
Mairie de Schönefeld
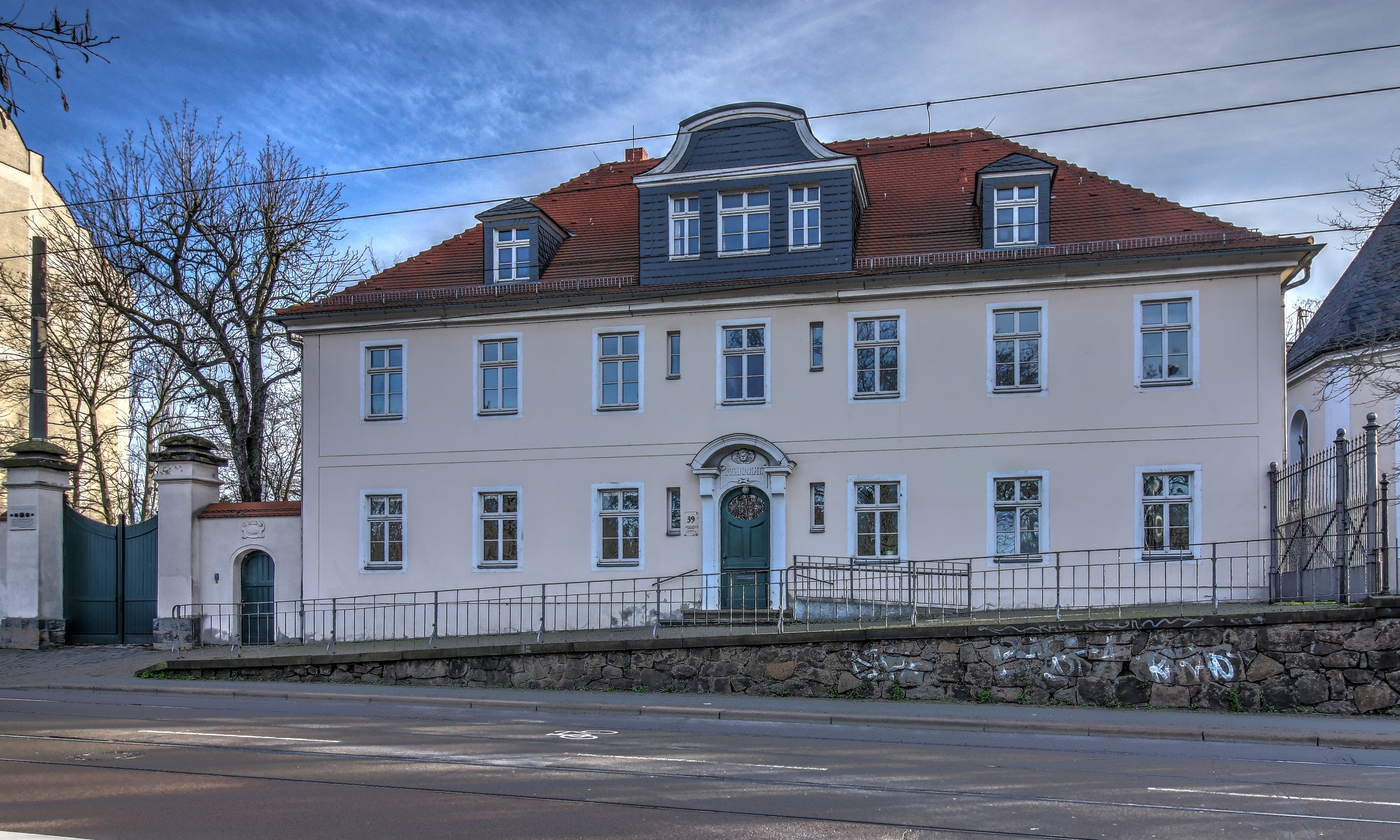
Presbytère entre mairie et église
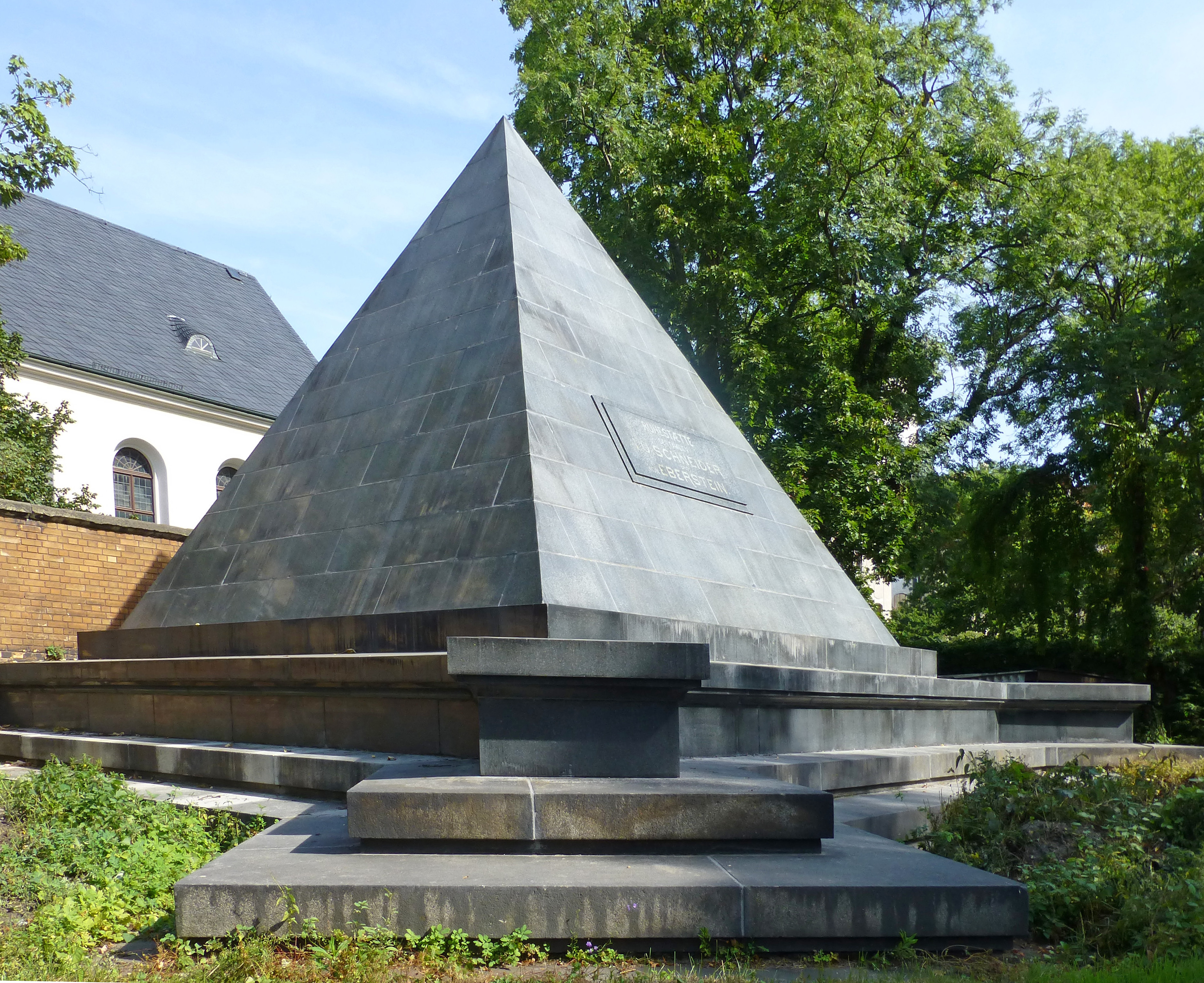
Pyramide funéraire d'Eberstein au sud de l'église
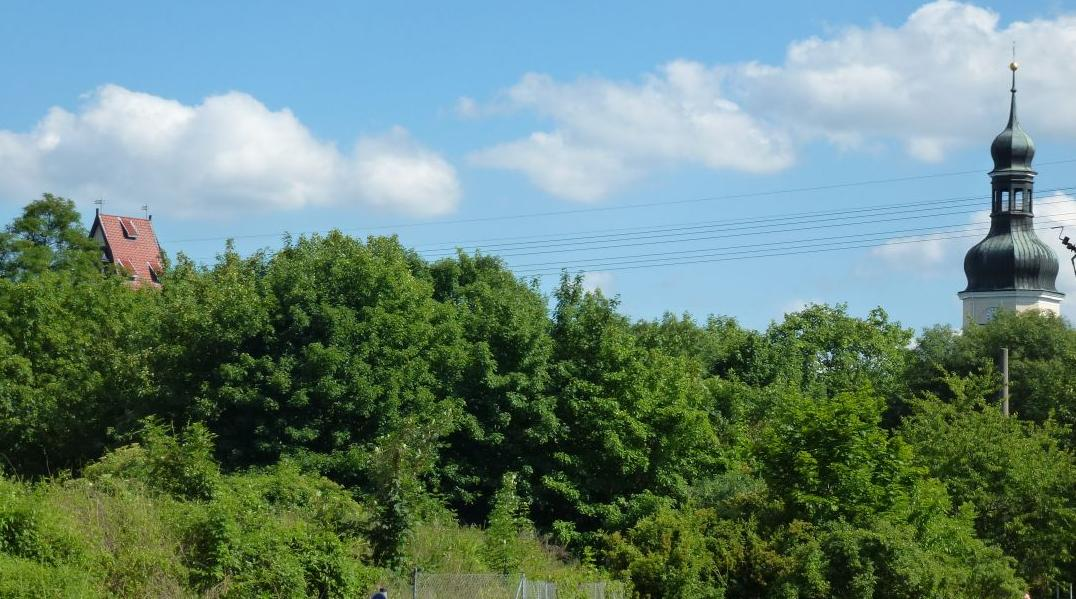
L'église et la tour de la mairie au-dessus des arbres sur la Parthe
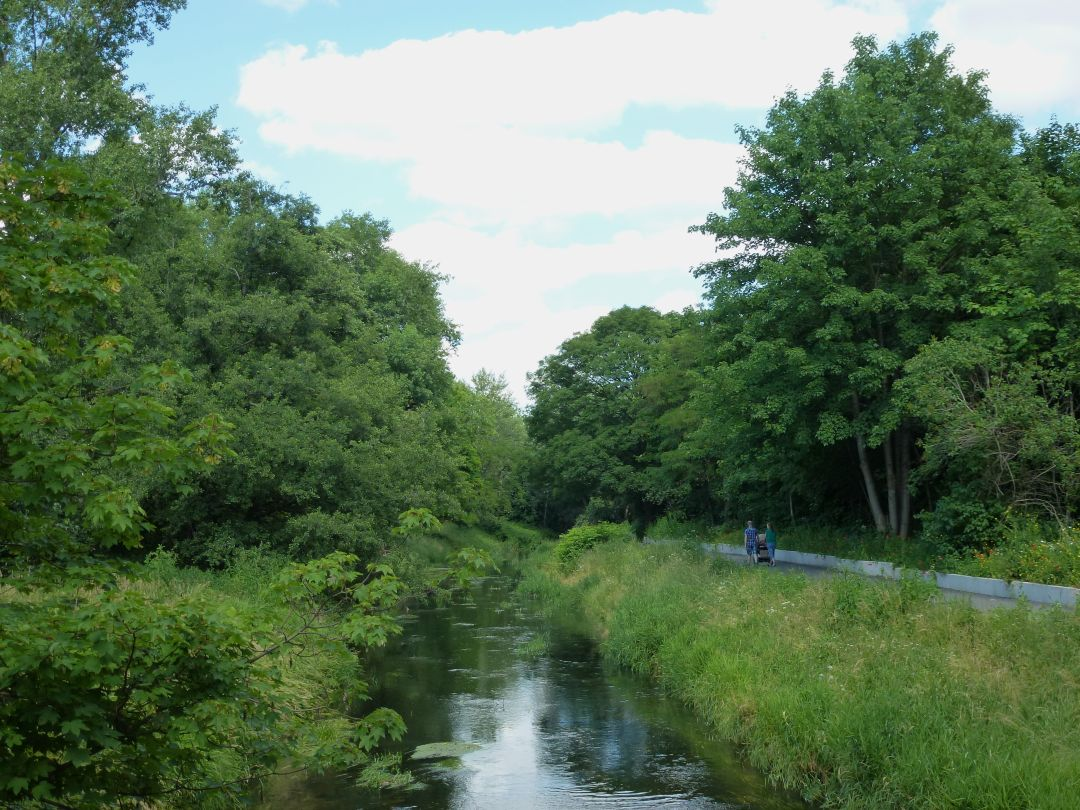
La Parthe
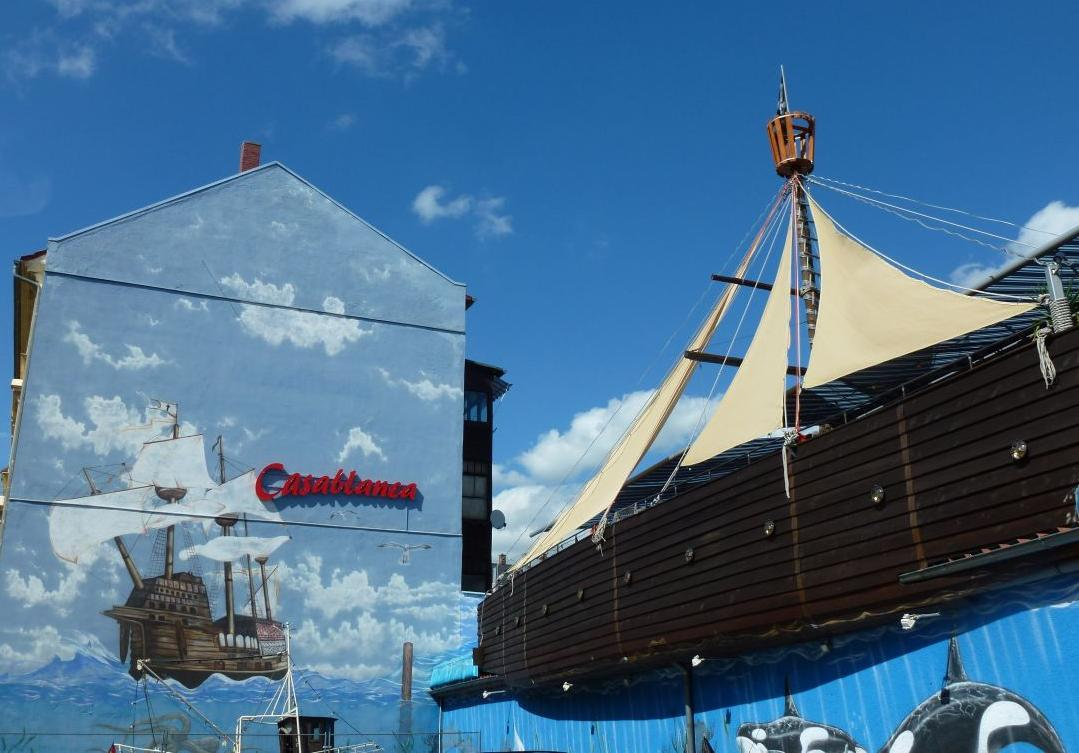
Restaurant à Schönefeld
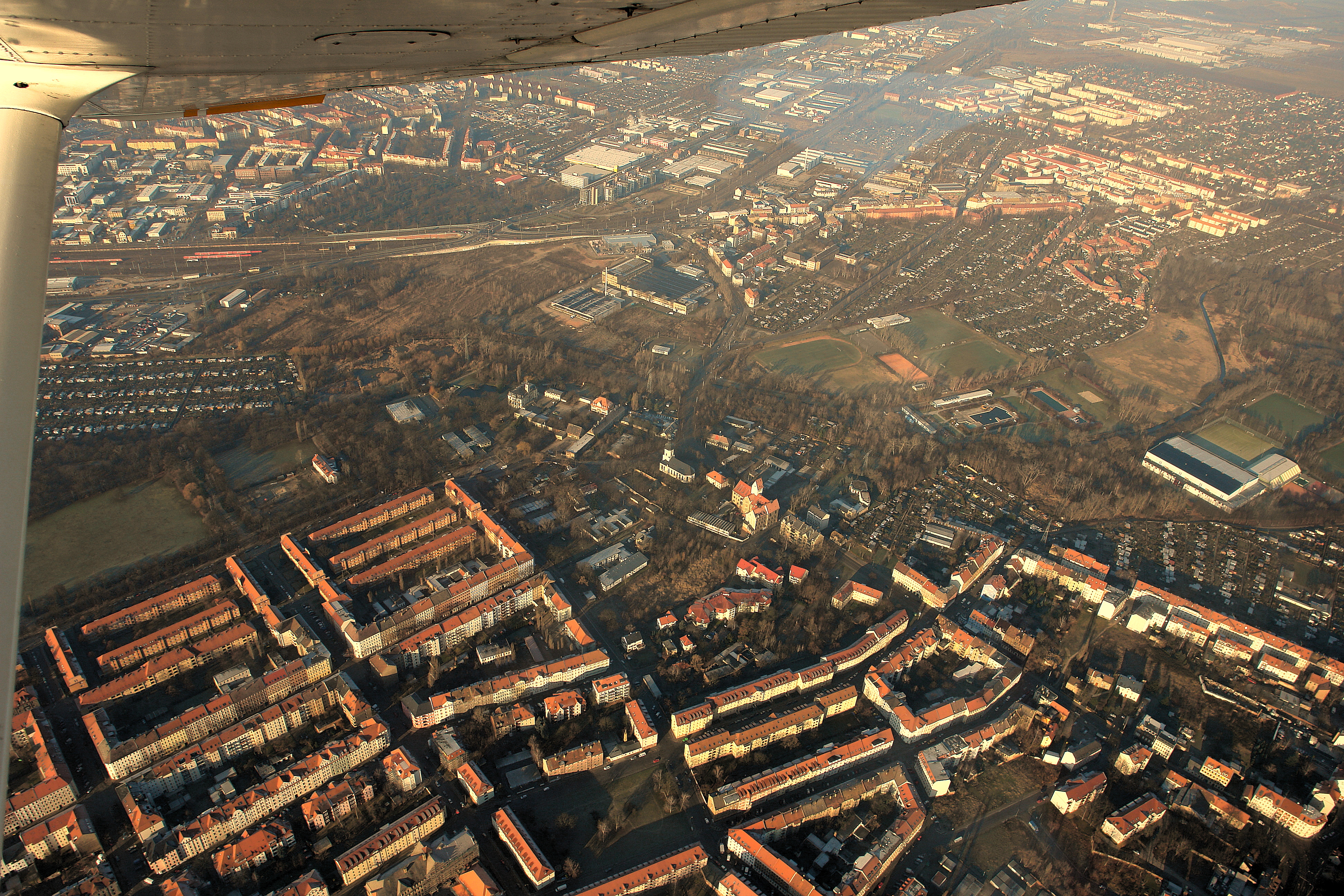
Vue aérienne en 2008
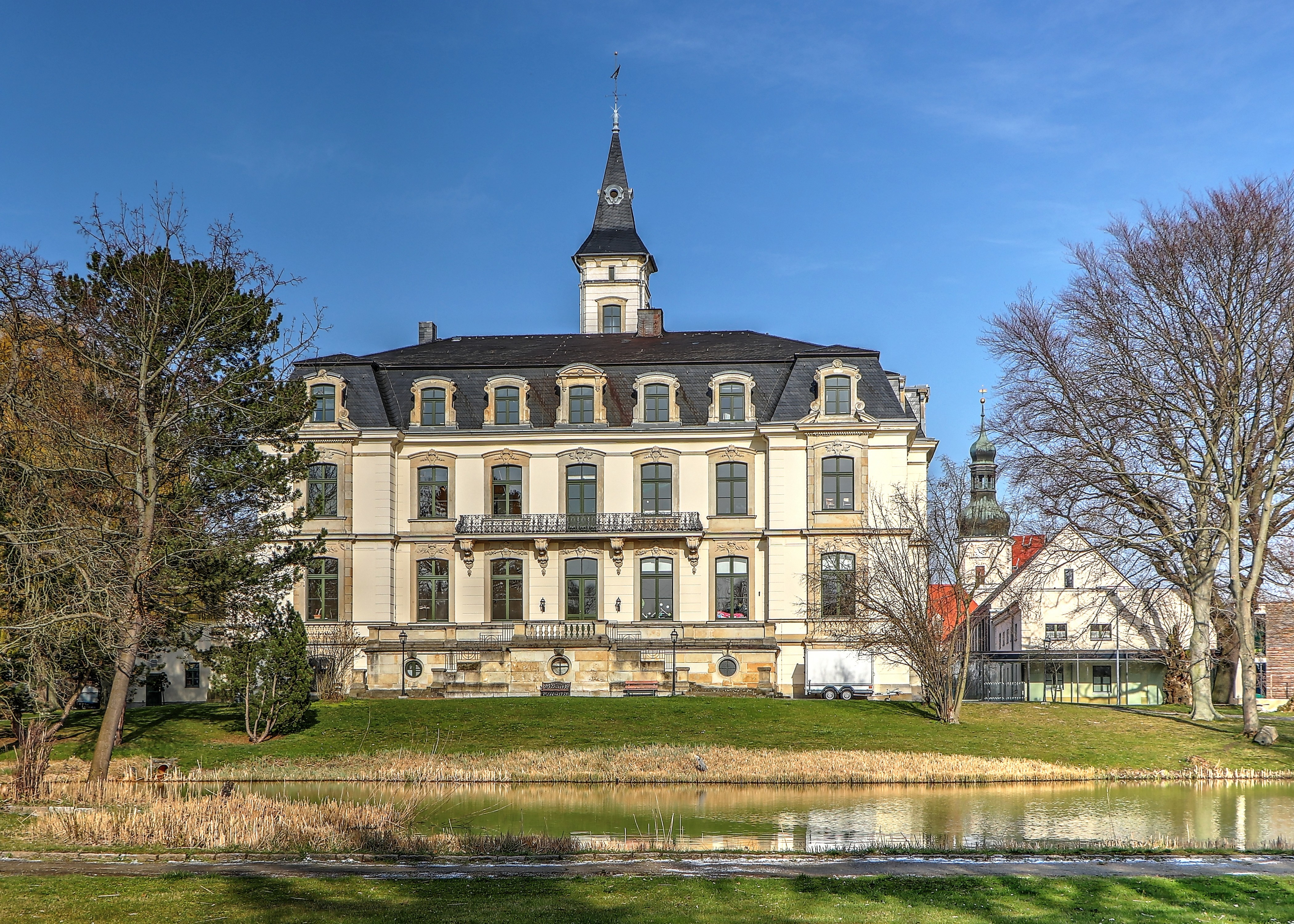
Façade du château de Schönefeld.
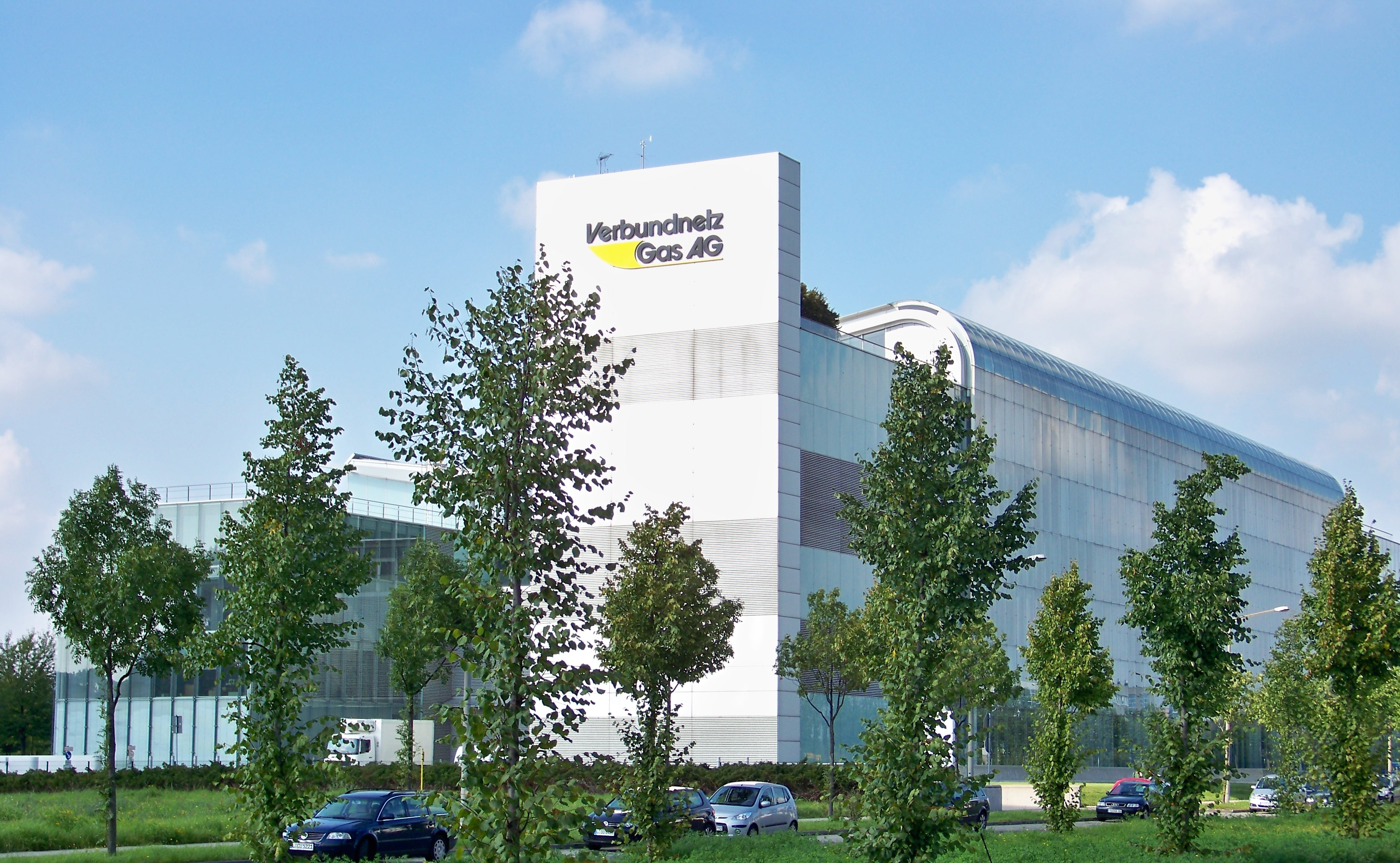
Site de VNG AG (de)

## Histoire
En 1270, le village margravial de « Schonenuelt » est mentionné pour la première fois.
De 1307 jusqu'à la Réforme, le village appartenait aux chanoines réguliers du cloître Saint-Augustin Saint-Thomas de Leipzig.
En 1527, l'église du village a été reconstruite après avoir été détruite par un incendie.
Après les ravages de la guerre de Trente Ans, l'ancien propriétaire Georg H. von Thümmel fait reconstruire le manoir dans un style baroque.
En 1747, Johann Friedrich Zeumer (de) (1717–1774) hérita du manoir. Il l'a légué au mari de sa cousine Christiana Friederika geb. Meurer (1713–1774), Johann Christoph Schmidt (de) (1704–1781) qui était le directeur de la chancellerie.
Le 18 octobre 1813, pendant la campagne d'Allemagne de 1813, le village fut le théâtre de durs combats durant la bataille de Leipzig.
Le 6e corps Français défendit avec acharnement le village de Schönefeld contre le général russe Langeron, mais il finit par manquer de munitions. Le 3e corps vint le relever, vers les 3 heures. Langeron engagea alors deux nouvelles divisions. Schönefeld fut pris, perdu et repris plusieurs fois. Malgré leur héroïsme, les troupes du 3e corps ne purent tenir contre des adversaires trop nombreux. Le village, jonché de cadavres, resta finalement au pouvoir des Russes. Le village a été complètement détruit, mais le nouveau bâtiment de l'église de Schönefeld (de), toujours en usage aujourd'hui, a été achevé en 1820.
Jusqu'en 1856, Schönefeld appartenait à l'électorat de Saxe puis au royaume de Saxe du bureau de district de Leipzig (de)
Au cours de la seconde moitié du xixe siècle, Schönefeld est devenu une banlieue ouvrière. La population est passée de 889 en 1834 à 14 879 en 1910.
En 1896, Schönefeld a été connecté au réseau de tramway de Leipzig. Lors de l'utilisation de la gare d'Eilenburg (de) sur la ligne de chemin de fer Leipzig - Eilenburg (de), il y avait aussi la gare de voyageurs de Schönefeld (vestiges structurels dans le nord de la Elisabeth-Schumacher-Strasse), qui n'est actuellement affectée que par le trafic de fret.
En 1915, Schönefeld est incorporé à Leipzig.
Entre 1974 et 1976, le nouveau complexe résidentiel « Schönefeld-Ost » comprenant plus de 4 000 appartements a été construit. Les bâtiments en préfabriqués ont été montés à Leipzig.
La société VNG AG (de), fondée en 1990, est basée à Schönefeld.

## Personnalités
- Moritz August von Thümmel (de), écrivain, y est né.
- Hans Wilhelm von Thümmel (de), ministre et diplomate, y est né
- Hedwig von Eberstein (de), propriétaire et fondateur du manoir
- Otto Säuberlich (de), Éditeur
- Wilhelm Müller-Schönefeld (de), peintre et lithographe
- Albin Grau, architecte
- Otto Runki (de), communiste allemand et résistant contre le national-socialisme
- Hans Richter (mathématicien) (de), mathématicien
- Heinz Rauch (de), politicien